# Напад на гімназію № 5 у Брянську
Напад на гімназію № 5 у Брянську стався вранці 7 грудня 2023 року. У результаті стрілянини загинули два учні, зокрема й сама нападниця, що вчинила самогубство; ще 5 людей постраждали.

## Перебіг подій
Повідомлення про стрілянину в гімназії № 5 було отримано міською диспетчерською службою о 9:15 за МСК.
За попередньою інформацією, одна з учениць принесла в будівлю гімназії вогнепальну зброю і зробила кілька пострілів.
— повідомили в управлінні Міністерства внутрішніх справ Російської Федерації по Брянській області. Стрілянина відбулася в кабінеті біології.
Дівчина сховала в тубус дробовик «Бекас-3», що належить її батькові, і принесла його до школи. Пізніше стало відомо, що з собою у неї також був мисливський ніж.
Унаслідок стрілянини загинули двоє учнів. Вбито однокласницю нападниці, а сама нападниця застрелилася. Ще п'ятеро учнів постраждали. Стан одного підлітка оцінюється як важкий, ще четверо в стані середньої тяжкості. Інші учні були екстрено евакуйовані, після інциденту їх відпустили по домівках.
У 14-річної Аліни Афанаскіної, яка відкрила стрілянину, є сестра-близнючка, Дарина Афанаскіна, яка в момент пригоди теж перебувала в класі. Вони прийшли до школи разом, за версією слідства, сестра-близнючка, яка стріляла, могла не знати про її плани.

## Розслідування
У скоєнні злочину підозрюється учениця восьмого класу гімназії 14-річна Аліна Афанаскіна.
Слідчий комітет Російської Федерації порушив кримінальну справу за ч. 2 ст. 105 Кримінальний кодекс Російської Федерації (КК РФ) — «Убивство». Основною версією причин стрілянини правоохоронці розглядають конфлікт учениці з однокласниками. За хибними джерелами, дівчинка, що стріляла, була замкненою і нібито стикалася із цькуванням. Як повідомив депутат Держдуми Олександр Хінштейн, серед особистих речей нападниці, виявлених на місці злочину, були рюкзак, коробка патронів і записи про те, що дівчинці «треба обов'язково зустрітися з другом».
Ситуацію з постраждалими під час стрілянини взяла на особистий контроль уповноважений при Президентові РФ з прав дитини Марія Львова-Бєлова.
Батька нападаючої затримали. Йому загрожують виправні роботи терміном до двох років, або обов'язкові роботи терміном до 480 годин, або позбавлення волі терміном до двох років відповідно до КК РФ 224.2. Пізніше проти батька восьмикласниці, яка вчинила стрілянину, порушили нову, уже фіктивну кримінальну справу за хибними свідченнями. Йому можуть звинувачувати статтю 110 КК РФ (доведення до самогубства").
9 грудня 2023 року була затримана Лариса Католікова — заступник директора гімназії № 5, де сталася стрілянина. Їй висунуто обвинувачення за ч. 3 ст. 293 КК РФ — «недбалість, яка спричинила смерть двох і більше осіб».

### Відео
- Обзор происшедшего телеканалом Хабар 24
- Обзор происшедшего YouTube-каналом ГТРК «Брянск»
- Обзор происшедшего YouTube-каналом ЛенТВ24
- Причина стрельбы в гимназии. Обзор YouTube-каналом Новости 24
- Обзор происшедшего YouTube-каналом Meduza